# Toshihiro Arai
Toshihiro 'Toshi' Arai (jap. 新井敏弘 Arai Toshihiro; ur. 25 grudnia 1966 w Isesaki, prefektura Gunma) – japoński kierowca rajdowy, dwukrotny mistrz świata kategorii Production WRC.
W rajdach zadebiutował w 1987 r., a w Rajdowych Mistrzostwach Świata po raz pierwszy wystartował w 1997 r. podczas Rajdu Australii. Przez całą karierę związany z marką Subaru. W latach 1997–2003 kierowca fabrycznego zespołu Subaru World Rally Team (startował głównie samochodem kategorii N), a od 2004 roku jeździ we własnym zespole Subaru Team Arai. W 2000 został mistrzem FIA Teams' Cup, a w 2005 i 2007 wygrał kategorię Production WRC.

## Występy w mistrzostwach świata
| Sezon | Zespół                                                                    | Samochód                                                     | 1        | 2       | 3        | 4          | 5          | 6          | 7         | 8         | 9             | 10        | 11        | 12              | 13        | 14              | 15              | 16              | Punkty | Miejsce |
| ----- | ------------------------------------------------------------------------- | ------------------------------------------------------------ | -------- | ------- | -------- | ---------- | ---------- | ---------- | --------- | --------- | ------------- | --------- | --------- | --------------- | --------- | --------------- | --------------- | --------------- | ------ | ------- |
| 1997  | Subaru Rally Team Japan                                                   | Subaru Impreza 555                                           | Monako   | Szwecja | Kenia    | Portugalia | Hiszpania  | Francja    | Argentyna | Grecja    | Nowa Zelandia | Finlandia | Indonezja | Włochy          | 16        | Wielka Brytania |                 |                 | 0      | –       |
| 1998  | Subaru Rally Team Japan Toshihiro Arai                                    | Subaru Impreza WRX                                           | Monako   | Szwecja | Kenia    | Portugalia | Hiszpania  | Francja    | Argentyna | Grecja    | DK            | Finlandia | Włochy    | NU              | NU        |                 |                 |                 | 0      | –       |
| 1999  | Subaru Allstars Endless Sport Subaru Rally Team Japan STI Club Rally Team | Subaru Impreza WRC Subaru Impreza WRX Subaru Impreza 555     | Monako   | Szwecja | Kenia    | NU         | 21         | 16         | Argentyna | 9         | 13            | Finlandia | 7         | Włochy          | 8         | Wielka Brytania |                 |                 | 0      | –       |
| 2000  | Spike Subaru Team                                                         | Subaru Impreza WRC Subaru Impreza 555                        | Monako   | Szwecja | 6        | Portugalia | 16         | Argentyna  | 4         | NU        | Finlandia     | 9         | Francja   | Włochy          | 13        | NU              |                 |                 | 4      | 14.     |
| 2001  | Subaru World Rally Team                                                   | Subaru Impreza WRC                                           | Monako   | Szwecja | NU       | Hiszpania  | 8          | 4          | NU        | NU        | Finlandia     | 14        | NU        | NU              | NU        | 10              |                 |                 | 3      | 18.     |
| 2002  | Toshihiro Arai Spike Subaru Team 555 Subaru World Rally Team              | Subaru Impreza 555 Subaru Impreza WRX STi Subaru Impreza WRC | Monako   | 25      | Francja  | Hiszpania  | NU         | 11         | 13        | NU        | Finlandia     | NU        | Włochy    | NU              | 14        | Wielka Brytania |                 |                 | 0      | –       |
| 2003  | Subaru Production Rally Team                                              | Subaru Impreza WRX STi                                       | Monako   | NU      | Turcja   | 11         | 9          | Grecja     | 9         | Niemcy    | Finlandia     | NU        | Włochy    | 17              | Hiszpania | Wielka Brytania |                 |                 | 0      | –       |
| 2004  | Subaru Team Arai                                                          | Subaru Impreza WRX STi                                       | Monako   | 26      | 13       | 15         | Cypr       | Grecja     | Turcja    | NU        | Finlandia     | 18        | 9         | Wielka Brytania | Włochy    | Francja         | Hiszpania       | 8               | 1      | 29.     |
| 2005  | Subaru Team Arai                                                          | Subaru Impreza WRX STi                                       | Monako   | 17      | Meksyk   | 14         | Włochy     | 21         | 14        | Grecja    | Argentyna     | Finlandia | Niemcy    | Wielka Brytania | 12        | Francja         | Hiszpania       | 9               | 0      | –       |
| 2006  | Subaru Team Arai Subaru World Rally Team                                  | Subaru Impreza WRX STi Subaru Impreza WRC                    | Monako   | Szwecja | 9        | Hiszpania  | Francja    | 30         | Włochy    | 21        | Niemcy        | Finlandia | 6         | 22              | Turcja    | NU              | 30              | Wielka Brytania | 3      | 21.     |
| 2007  | Subaru Team Arai                                                          | Subaru Impreza WRX STi                                       | Monako   | 23      | Norwegia | 11         | Portugalia | 10         | Włochy    | 15        | Finlandia     | Niemcy    | 13        | Hiszpania       | Francja   | 29              | Irlandia        | Wielka Brytania | 0      | –       |
| 2008  | Subaru Team Arai                                                          | Subaru Impreza WRX STi                                       | Monako   | 15      | Meksyk   | NU         | Jordania   | Włochy     | NU        | NU        | Finlandia     | Niemcy    | NU        | Hiszpania       | Francja   | 12              | Wielka Brytania |                 | 0      | –       |
| 2009  | Subaru Team Arai                                                          | Subaru Impreza WRX STi                                       | Irlandia | NU      | 13       | Portugalia | 12         | Włochy     | 10        | Polska    | Finlandia     | NU        | Hiszpania | 13              |           |                 |                 |                 | 0      | –       |
| 2010  | Subaru Team Arai                                                          | Subaru Impreza WRX STi                                       | Szwecja  | 11      | Jordania | Turcja     | 26         | Portugalia | Bułgaria  | Finlandia | 34            | NU        | 23        | Hiszpania       | 30        |                 |                 |                 | 0      | –       |